# Friedrich August Rietz
Carl Friedrich August Rietz (* 8. Dezember 1795 in Berge bei Nauen, Provinz Brandenburg; † 18. Oktober 1869 in Stralsund, Provinz Pommern) war ein deutscher Gymnasiallehrer und Autor.

## Leben
Der Vater war Lehrer und starb schon 1802. Seit 1805 besuchte der Junge die Schule des Waisenhauses in Halle (Saale). 1813 wurde er freiwilliger Soldat in den Befreiungskriegen, zuletzt als Leutnant der Landwehr. Seit 1814 oder 1815 studierte August Rietz in Halle Pädagogik, auch in den Franckeschen Stiftungen. 1819 wurde er zum Kadettengouverneur (Hilfslehrer) in der Kadettenschule im westpreußischen Culm berufen. 1820 wurde er Konrektor der Höheren Bürgerschule in Demmin in Pommern. Seit 1821 war August Rietz Lehrer am traditionsreichen Gymnasium Stralsund, vor allem als Ordinarius der Sexta. Er unterrichtete Latein, Geschichte, Religion und Deutsch, aber auch Geographie und Mathematik. 1865 ging er in den Ruhestand. Verheiratet war er mit Emma Rink. Ein Sohn war August Hermann Rietz (1827–1907), Pastor in Greifswald. In Vertretung von Friedrich von Suckow redigierte er den 3. Jahrgang (1829) der Wochenschrift «Sundine. Wochenschrift für Neu-Vorpommern».

## Publikationen
- Die Einheit des Glaubens der römisch-katholischen Kirche, historisch beleuchtet, Berlin 1827
- Zur Erinnerung an Stralsunds heldenmüthige Vertheidigung gegen Wallenstein im Jahre 1628, Stralsund 1828.
- Deutsches Lesebuch für die untere Bildungsstufe der Gymnasien, Stralsund 1839.
- Dauerndes Völkerglück giebt es nur, wo Christi Geist im Volke lebt. Festrede gehalten am Geburtstage Sr. Majestät des Königs Friedrich Wilhelms IV. im Hörsaale des Gymnasiums zu Stralsund, Stralsund 1852.